# ستيفان فروليش
ستيفان فروليش (بالألمانية: Stefan Fröhlich)‏ هو عالم سياسة ألماني، ولد في 1958 في بون في ألمانيا.